# 沃尔克兰科沃
沃尔克兰科沃（法語：Volckerinckhove，法語發音：[vɔlkəʁɛ̃kɔv]）是法国上法蘭西大區北部省的一个市镇，属于敦刻尔克区。

## 地理
沃尔克兰科沃（50°50'19"N, 2°18'20"E）面积9.88 平方千米，位于法国上法蘭西大區北部省，该省份为法国最北部的省份及最长的省份，西北濒北海，西接加来海峡省，南至埃纳省和索姆省，东与比利时接壤。
与沃尔克兰科沃接壤的市镇（或旧市镇、城区）包括：梅尔克盖姆、博勒泽勒、布罗克塞勒、莱德尔泽勒、米拉姆、吕布鲁克、维尔韦尔丹格。

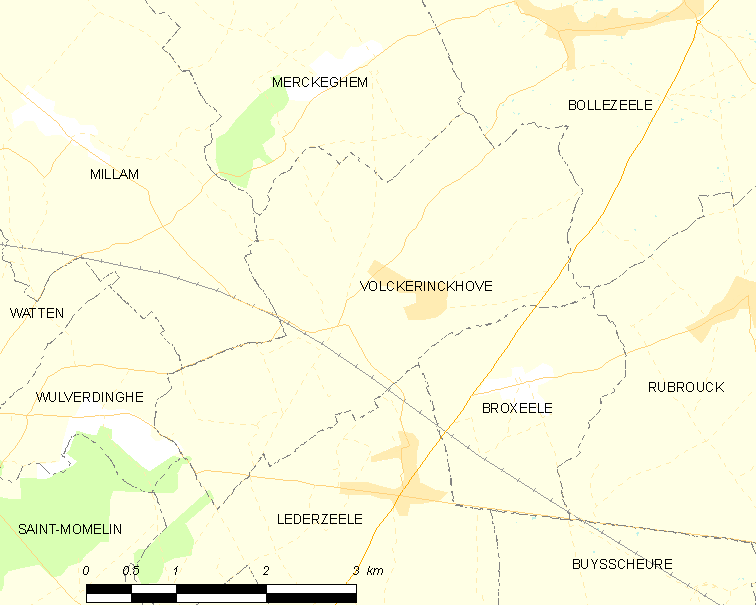
沃尔克兰科沃的OSM定位图

沃尔克兰科沃的时区为UTC+01:00、UTC+02:00（夏令时）。

## 行政
沃尔克兰科沃的邮政编码为59470，INSEE市镇编码为59628。

## 政治
沃尔克兰科沃所属的省级选区为沃尔穆特县。

## 人口

1962-2008年间沃尔克兰科沃人口变化图示

沃尔克兰科沃于2022年1月1日时的人口数量为567人。